# Codroipo
Codroipo /ko'drɔjpo/ (Codroip en frioulan) est une commune d'environ 15 850 habitants (2021) de la province d'Udine, dans la région autonome du Frioul-Vénétie Julienne, en Italie.

## Histoire
Dans le hameau de Passariano se trouve la Villa Manin. Construite au XVIe siècle par Antonio Manin, la villa fut remodelée au XVIIe siècle par l'architecte Domenico Rossi, et abrite des fresques de Louis Dorigny (XVIIIe siècle). Elle fut la résidence d'été du dernier doge de Venise, Ludovico Manin, et abrita le général Bonaparte de la fin août à la fin octobre 1797 : c'est là que ce dernier négocia et signa le traité de Campo-Formio. Par la suite le nom de Passariano fut donné à un département du royaume d'Italie, en souvenir de la signature du traité.

De nos jours, la demeure abrite un centre d'art contemporain et une foire œnogastronomique, « Sapori Pro Loco », à la mi-mai.

## Administration
| Période                                  | Période  | Identité       | Étiquette | Qualité |
| ---------------------------------------- | -------- | -------------- | --------- | ------- |
| 11 avril 2006                            | En cours | Vittorino Boem |           |         |
| Les données manquantes sont à compléter. |          |                |           |         |

### Hameaux
Beano, Passariano, Lonca, Rivolto, Biauzzo, Iutizzo, Pozzo, Rividischia, San Pietro, Muscletto, San Martino, Zompicchia

### Communes limitrophes
Basiliano, Bertiolo, Camino al Tagliamento, Lestizza, Mereto di Tomba, San Vito al Tagliamento, Sedegliano, Valvasone, Varmo

## Jumelages
Braine-le-Comte (Belgique)